# Bernard Mendlik
Bernard Mendlik (ur. 8 lipca 1966 w Chodzieży) – polski dyrygent, profesor zwyczajny doktor habilitowany, wykładowca i ówczesny dziekan Wydziału Edukacji Muzycznej Uniwersytetu Kazimierza Wielkiego w Bydgoszczy, rektor tejże uczelni w kadencji 2024-2028.

## Życiorys
Odbył studia w Wyższej Szkole Pedagogicznej w Bydgoszczy (obecny Uniwersytet Kazimierza Wielkiego) oraz Akademii Muzycznej im. Feliksa Nowowiejskiego w Bydgoszczy, a także jest absolwentem studiów MBA Wydziału Finansów i Zarządzania Wyższej Szkoły Bankowej w Gdańsku. Obronił pracę doktorską, następnie w 2006 otrzymał habilitację. 19 lutego 2014 nadano mu tytuł profesora w zakresie sztuk muzycznych.

## Odznaczenia i wyróżnienia
- 2003: Brązowy Krzyż Zasługi[2]
- 2011: Złoty Krzyż Zasługi[2]
- 2014: Honorowy Obywatel Miasta Wągrowca[2]
- 2023: Brązowy Medal ,,Zasłużony Kulturze Gloria Artis"[5]